# Anh Sơn
Anh Sơn là một huyện cũ miền núi nằm ở phía tây tỉnh Nghệ An, Việt Nam.

## Địa lý
Huyện Anh Sơn nằm dọc theo đôi bờ sông Lam, Quốc lộ 7, cách thành phố Vinh 100 km về phía tây bắc, có vị trí địa lý:
- Phía đông giáp huyện Đô Lương
- Phía bắc giáp huyện Tân Kỳ và huyện Quỳ Hợp
- Phía tây giáp huyện Con Cuông và nước Lào
- Phía nam giáp huyện Thanh Chương.

Theo thống kê năm 2019, huyện có diện tích 592,5 km², dân số là 116.922 người, mật độ dân số đạt 197 người/km².
Theo thống kê 31/12/2018, huyện có 132.060 người. Có 8 xã đồng bào dân tộc thiểu số 8.000 người (chiếm 6,4% dân số toàn huyện). Số người trong độ tuổi có khả năng lao động hơn: 47.000 người. Số người được giải quyết việc làm trong năm bình quân: 1.375 người. 12% dân số theo đạo Thiên Chúa.
Đây là huyện được UNESCO đưa vào danh sách các địa danh thuộc Khu dự trữ sinh quyển miền tây Nghệ An.

## Hành chính
Huyện Anh Sơn có 19 đơn vị hành chính cấp xã trực thuộc, bao gồm thị trấn Kim Nhan (huyện lỵ) và 18 xã: Bình Sơn, Cẩm Sơn, Cao Sơn, Đức Sơn, Hoa Sơn, Hội Sơn, Hùng Sơn, Khai Sơn, Lạng Sơn, Lĩnh Sơn, Long Sơn, Phúc Sơn, Tam Đỉnh, Tào Sơn, Thành Sơn, Thọ Sơn, Tường Sơn, Vĩnh Sơn.

## Lịch sử
- Thời nhà Hậu Lê, vùng đất Anh Sơn thuộc huyện Nam Đường, phủ Anh Đô, xứ Nghệ An.
- Dưới thời nhà Nguyễn, năm Minh Mạng thứ 12 (1831), trấn Nghệ An chia tách thành 2 tỉnh: tỉnh Hà Tĩnh và tỉnh Nghệ An. Phủ Anh Đô có thêm huyện Thanh Chương chuyển từ phủ Đức Quang sang. Thời Thành Thái, Phủ Anh Đô đổi tên thành phủ Anh Sơn gồm các huyện: Hưng Nguyên, Nam Đàn, Lương Sơn, Đô Lương và Thanh Chương.
- Năm 1831 (năm Minh Mạng thứ 12), thành lập huyện Lương Sơn do tách 4 tổng của huyện Nam Đường và 1 tổng của huyện Thanh Chương. Địa bàn huyện Lương Sơn khi đó thuộc địa bàn các huyện Anh Sơn, Đô Lương và một phần huyện Tân Kỳ ngày nay.
- Năm 1919, chính quyền thực dân phong kiến bỏ cấp hành chính trung gian, đổi phủ ngang huyện, huyện Lương Sơn đổi thành phủ Anh Sơn trực thuộc tỉnh Nghệ An.
- Đến năm 1946, phủ Anh Sơn đổi thành huyện Anh Sơn, khi đó có 55 đơn vị hành chính gồm thị trấn Đô Lương và 54 xã: Bắc Sơn, Bài Sơn, Bình Sơn, Bồi Sơn, Cẩm Sơn, Cao Sơn, Đà Sơn, Đại Sơn, Đặng Sơn, Đỉnh Sơn, Đông Sơn, Đức Sơn, Giang Sơn, Hiến Sơn, Hòa Sơn, Hội Sơn, Hồng Sơn, Hùng Sơn, Hương Sơn, Khai Sơn, Kỳ Sơn, Lạc Sơn, Lam Sơn, Lạng Sơn, Liên Sơn, Lĩnh Sơn, Long Sơn, Lưu Sơn, Minh Sơn, Mỹ Sơn, Nam Sơn, Ngọc Sơn, Nhân Sơn, Phú Sơn, Phúc Sơn, Quang Sơn, Tam Sơn, Tân Sơn, Tào Sơn, Thạch Sơn, Thái Sơn, Thành Sơn, Thịnh Sơn, Thọ Sơn, Thuận Sơn, Thượng Sơn, Tràng Sơn, Trù Sơn, Trung Sơn, Tường Sơn, Văn Sơn, Vĩnh Sơn, Xuân Sơn, Yên Sơn.
- Ngày 19 tháng 4 năm 1963, tách thị trấn Đô Lương và 32 xã: Bắc Sơn, Bài Sơn, Bồi Sơn, Đà Sơn, Đại Sơn, Đặng Sơn, Đông Sơn, Giang Sơn, Hiến Sơn, Hòa Sơn, Hồng Sơn, Lạc Sơn, Lam Sơn, Liên Sơn, Lưu Sơn, Minh Sơn, Mỹ Sơn, Nam Sơn, Ngọc Sơn, Nhân Sơn, Quang Sơn, Tân Sơn, Thái Sơn, Thịnh Sơn, Thuận Sơn, Thượng Sơn, Tràng Sơn, Trù Sơn, Trung Sơn, Văn Sơn, Xuân Sơn, Yên Sơn để thành lập huyện Đô Lương và chuyển 3 xã Hương Sơn, Kỳ Sơn, Phú Sơn về huyện Tân Kỳ quản lý. Từ đó, huyện Anh Sơn còn lại 19 xã: Bình Sơn, Cẩm Sơn, Cao Sơn, Đỉnh Sơn, Đức Sơn, Hội Sơn, Hùng Sơn, Khai Sơn, Lạng Sơn, Lĩnh Sơn, Long Sơn, Phúc Sơn, Tam Sơn, Tào Sơn, Thạch Sơn, Thành Sơn, Thọ Sơn, Tường Sơn, Vĩnh Sơn.
- Ngày 1 tháng 3 năm 1988, thành lập thị trấn Anh Sơn trên cơ sở 28 ha diện tích tự nhiên và 26 nhân khẩu của xã Hội Sơn; 92 ha diện tích tự nhiên và 87 nhân khẩu của xã Phúc Sơn; 93 ha diện tích tự nhiên và 180 nhân khẩu của xã Thạch Sơn.
- Ngày 9 tháng 2 năm 2009, thành lập xã Hoa Sơn trên cơ sở điều chỉnh 2.077,22 ha diện tích tự nhiên và 6.715 nhân khẩu của xã Hội Sơn; 389,17 ha diện tích tự nhiên của xã Tường Sơn.
- Ngày 24 tháng 10 năm 2024, Ủy ban Thường vụ Quốc hội ban hành nghị quyết số 1243/NQ-UBTVQH15 về việc sắp xếp đơn vị hành chính cấp huyện, cấp xã của tỉnh Nghệ An giai đoạn 2023–2025 (nghị quyết này có hiệu lực thi hành từ ngày 1 tháng 12 năm 2024)[3]:

1. Sáp nhập xã Thạch Sơn và thị trấn Anh Sơn thành thị trấn Kim Nhan.
2. Sáp nhập hai xã Tam Sơn và Đỉnh Sơn thành xã Tam Đỉnh.

Từ đó, huyện Anh Sơn có 1 thị trấn và 18 xã như hiện nay.

## Văn hóa - du lịch
Các di tích lịch sử văn hóa do bộ Văn Hóa-Thông tin công nhận như:
- Hang Đồng Trương là hang nằm gần quốc lộ 7, xóm 10, xã Hội Sơn, cách huyện lỵ Anh Sơn cỡ 4 km. Hang là một di chỉ khảo cổ quan trọng, nhưng chưa được nghiên cứu và bảo vệ đúng mức [4].
- Nghĩa Trang Hữu Nghị Việt- Lào: là nghĩa trang an táng các chiến sĩ, chuyên gia, quân tình nguyện Việt Nam hy sinh ở chiến trường Lào được đưa về nước an táng ở đây
- Hiệu Yên Xuân là nơi ghi dấu nhiều sự kiện lịch sử có giá trị, ngày 16/11/1988 Bộ Văn hoá đã ra quyết định số 1288 VH/QĐ công nhận Hiệu Yên Xuân là di tích Lịch sử Văn hoá cấp Quốc gia.
- Đền Cửa Luỹ xã Hoa Sơn di tích lịch sử văn hóa cấp tỉnh.
- Đền thờ Lý Nhật Quang xã Vĩnh Sơn